# Maximilian Prokop von Toerring-Jettenbach

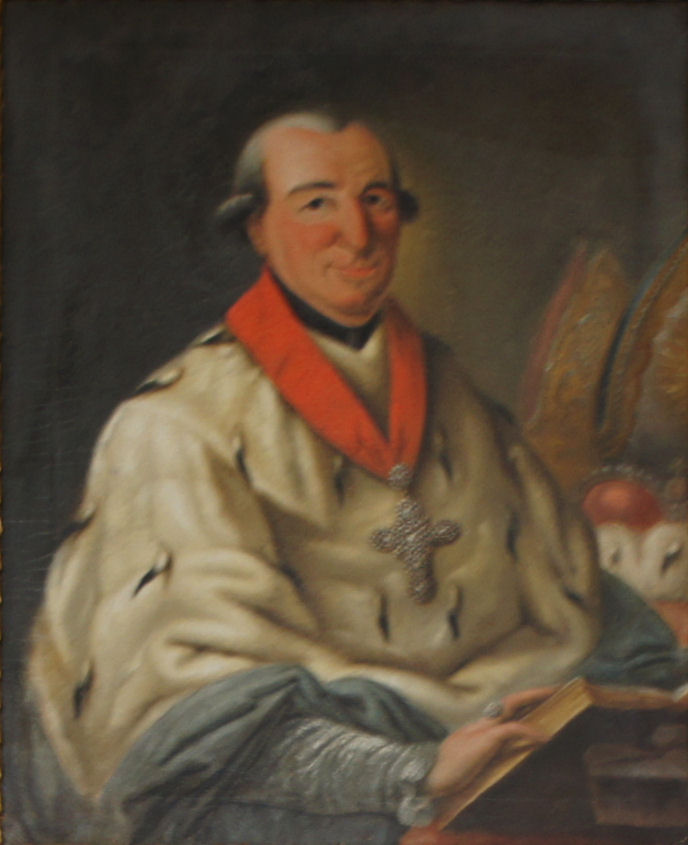
Maximilian Prokop von Toerring-Jettenbach auf einem Gemälde im Fürstengang Freising

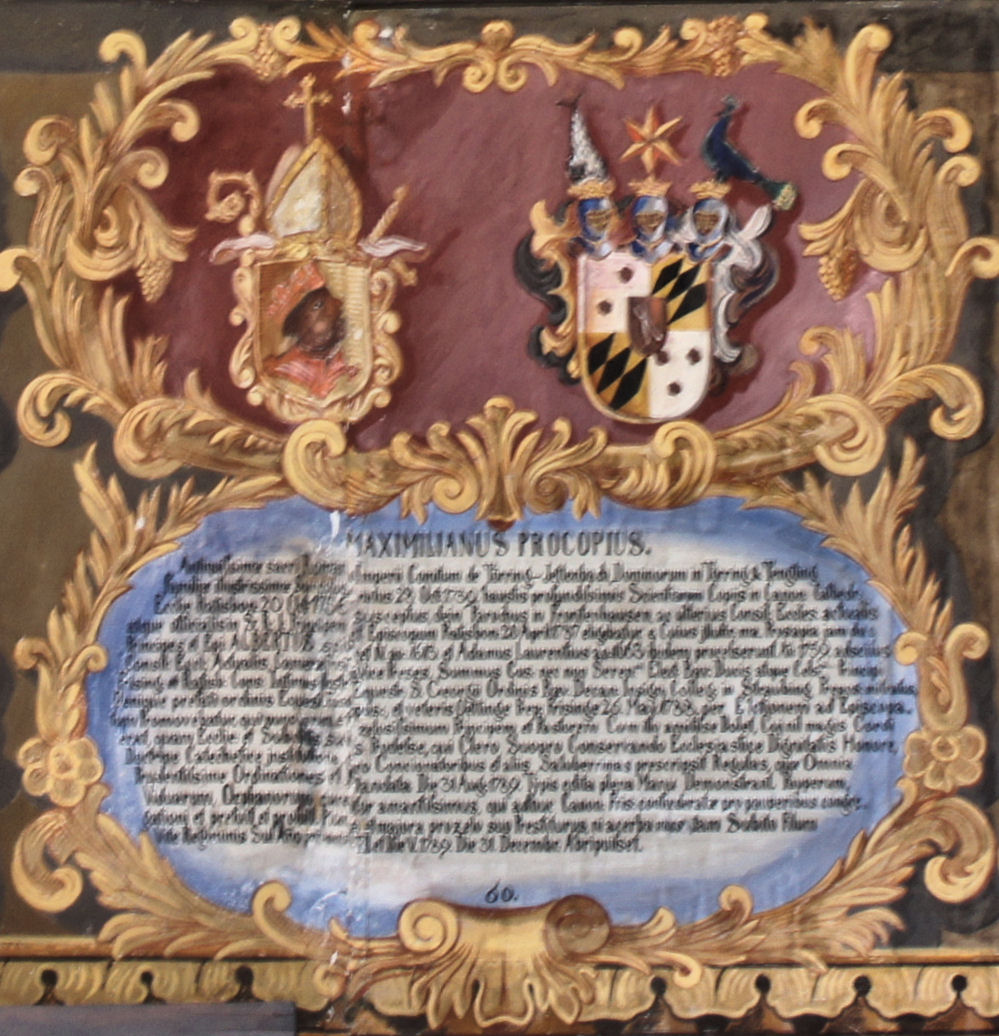
Wappentafel von Maximilian Prokop von Toerring-Jettenbach im Fürstengang Freising

Maximilian Prokop von Toerring-Jettenbach (* 28. Oktober 1739 in München; † 30. Dezember 1789 in Regensburg) war Fürstbischof von Regensburg (seit 1787) und Freising (seit 1788).

## Biografie
Maximilian Prokop von Toerring-Jettenbach stammte aus dem bayerischen Adelshaus der Toerring und war der Sohn von Graf Maximilian Joseph I. von Toerring-Jettenbach (1694–1769) sowie seiner Gattin Franziska Augusta Antonia geb. Gräfin von der Hauben (1697–1758), Tochter des 1717 vor Belgrad gefallenen Generals Johann Georg von der Hauben.
Nach dem Studium der Philosophie bei den Minoriten in Regensburg sowie der Theologie und des kanonischen Rechts bei den Franziskanern in München empfing er am 3. Oktober 1762 im Freisinger Dom durch Franz Ignaz Albert von Werdenstein die Priesterweihe. Anschließend war er als Pfarrer in Frontenhausen tätig, bis er 1767 in Regensburg und 1770 in Freising in das Domkapitel aufgenommen wurde. An beiden Orten bekleidete er in den folgenden Jahren verschiedene Ämter in der Diözesanverwaltung. 1782 folgte die Ernennung zum Propst des Kollegiatstift St. Jakob und Tiburtius in Straubing.
Mit Unterstützung des Münchner Hofes erfolgte 1787 die Wahl zum Bischof von Regensburg und 1788 zum Bischof von Freising. Die Bischofsweihe empfing Toerring-Jettenbach am 28. Oktober 1787 vom Regensburger Weihbischof Valentin Anton von Schneid. Als Bischof bemühte sich Maximilian Prokop von Törring-Jettenbach um Reformen im Sinne einer gemäßigten Aufklärung. Er untersagte seinem Klerus die Zugehörigkeit zum Illuminatenorden, schritt gegen die Auswüchse barocker Volksfrömmigkeit ein und förderte ein verinnerlichtes Christentum. Unter aufklärerischen Gesichtspunkten wurden Passionsspiele zu verbieten versucht, die allzu abschweifend und theatralisch erschienen. Die Priester mahnte er zur sorgfältigen Ausübung und Einhaltung ihrer Pflichten (priesterliche Kleidung, Gottesdienst, Sakramentenspendung, Predigt und Glaubensunterweisung). Deren Beobachtung kontrollierte er selbst durch Visitationen. Die Abspaltung des Egerlandes von der Diözese Regensburg konnte Maximilian Prokop vorerst verhindern.
Nach den ersten Neuerungen im Bestattungswesen, die schon während der Regierungszeit von Dalberg begonnen hatten, wurden von Prokop dessen Bemühungen fortgesetzt, die seit Jahrzehnten herrschende chronische Überfüllung des Domfriedhofs, auf dem auch Verstorbene aus Stadtamhof beigesetzt wurden, in den Griff zu bekommen, zumal der Zuzug der katholischen Landbevölkerung in das Stadtgebiet zunahm.  Erste Versuche zur Verlegung des Domkirchhofs auf Areale im Osten der Stadt blieben im Jahr 1787 erfolglos und führten zu  vielen weiteren Versuchen, neue Friedhofsgelände sowohl im Norden desStadtgebiets und im Westen der Stadt im Bereich  zu erschließen. Dabei kam es zu vielen langwierigen konfessionellenStreitigkeiten zwischen dem protestantisch besetzten Stadtmagistrat und den Vertretern der katholischen Kirche.